# Chénérailles
Chénérailles település Franciaországban, Creuse megyében. Lakosainak száma 736 fő (2022. január 1.). Chénérailles Issoudun-Létrieix, Saint-Chabrais, Saint-Dizier-la-Tour és Saint-Pardoux-les-Cards községekkel határos.

## Népesség
A település népességének változása:
| Lakosok száma | 729  | 685  | 794  | 740  | 766  | 765  | 760  | 755  | 752  | 736  |
|               | 1968 | 1982 | 1990 | 2006 | 2013 | 2015 | 2017 | 2019 | 2020 | 2022 |